# 11335 Santiago
11335 Santiago este un asteroid din centura principală de asteroizi.

## Descriere
11335 Santiago este un asteroid din centura principală de asteroizi. A fost descoperit pe 20 aprilie 1996 la Observatorul La Silla de Eric Walter Elst. Asteroidul prezintă o orbită caracterizată de o semiaxă mare de 2,36 ua, o excentricitate de 0,16 și o înclinație de 6,3° în raport cu ecliptica.